# مكتب الأمم المتحدة في بوروندي
أنشأ مجلس الأمن التابع للأمم المتحدة مكتب الأمم المتحدة في بوروندي في كانون الأول / ديسمبر 2010 كعملية مصغرة لتحل محل مكتب الأمم المتحدة المتكامل في بروندي اعتبارًا من 1 كانون الثاني / يناير 2011.
أُنشئ مكتب الأمم المتحدة في بوروندي بموجب القرار 1959 (2010)، وتم تفويضه لـ:
(أ) دعم تطوير المؤسسات الوطنية؛
(ب) تعزيز الحوار؛
(ج) مكافحة الإفلات من العقاب؛
(د) تعزيز حقوق الإنسان؛
(هـ) ضمان تلبية السياسات الاقتصادية والمالية لاحتياجات المستضعفين والدعوة إلى تعبئة الموارد من أجل بوروندي؛
(و) دعم قضايا التكامل الإقليمي.
أعطى مجلس الأمن مكتب الأمم المتحدة في بوروندي مبدئيا ولاية اثني عشر شهرا حتى نهاية ديسمبر 2011،  التي تم تمديدها حتى 15 فبراير، 2013.
أكمل مكتب الأمم المتحدة في بوروندي ولايته في 31 ديسمبر 2014، وتم نقل مسؤولياته إلى إطار عمل الأمم المتحدة للمساعدة الإنمائية - على وجه التحديد إلى الفريق القُطري لبوروندي. بدأت بعثة الأمم المتحدة لمراقبة الانتخابات في بوروندي عملها رسميًا في 1 يناير 2015.

## روابط خارجية
- https://menub.unmissions.org/ar